# Equulites laterofenestra
Equulites laterofenestra is een  straalvinnige vissensoort uit de familie van ponyvissen (Leiognathidae). De wetenschappelijke naam van de soort is voor het eerst geldig gepubliceerd in 2007 door Sparks & Chakrabarty.
De soort staat op de Rode Lijst van de IUCN als Onzeker, beoordelingsjaar 2009.